# Werner Kaiser (Ägyptologe)
Werner Kaiser (* 7. Mai 1926 in München; † 11. August 2013) war ein deutscher Ägyptologe. Er war von 1962 bis 1967 Direktor des Ägyptischen Museums in West-Berlin, anschließend bis 1988 Direktor der Abteilung Kairo des Deutschen Archäologischen Instituts.

## Leben
Nach dem Kriegsdienst studierte Kaiser an der Universität München Ägyptologie und Vor- und Frühgeschichte und wurde 1954 zum Dr. phil. promoviert. Danach war er Assistent an der Universität Heidelberg. Ab dem 1. Februar 1962 war er Direktor des Ägyptischen Museums in West-Berlin, wo er am 10. Oktober 1967 die Neuaufstellung im östlichen Stülerbau am Schloss Charlottenburg eröffnen konnte. Von Dezember 1967 bis 1989 war er Erster Direktor der Abteilung Kairo des Deutschen Archäologischen Instituts. Hier schuf er in den 22 Jahren seines Wirkens nachhaltige Strukturen und führte neue Aspekte beziehungsweise erweiterte Bereiche wie die Restaurierung und das site-management.
Kaiser leistete grundlegende Arbeiten zur Chronologie am Übergang zwischen der Prädynastischen Zeit und der frühen Königszeit. Vor allem im Nildelta eröffneten seine Forschungen neuen Grabungen die Tür und sorgen damit für eine Intensivierung bei der Erforschung dieses Zeitabschnitts der altägyptischen Geschichte. Insbesondere die Ausgrabungen in Elephantine sind mit dem Namen Kaisers verbunden. Zudem befasste er sich mit kunsthistorischen Aspekten, insbesondere der Skulptur, sowie mit der Urbanistik.

## Ehrungen
Kaiser war korrespondierendes Mitglied der Bayerischen (1984) und der Göttinger Akademie der Wissenschaften (1991). Er war Ordentliches Mitglied des Deutschen Archäologischen Instituts, wirkliches Mitglied des Österreichischen Archäologischen Instituts und des Institut d’Égypte.
Er wurde mehrfach geehrt und ausgezeichnet, unter anderem mit dem Großen Verdienstkreuz des Verdienstordens der Bundesrepublik Deutschland.

## Schriften (Auswahl)
- Zur inneren Chronologie der Naqadakultur. In: Archaeologia Geographica. Band 6, 1957, ISSN 0066-5908, S. 69–77, Tafel 15–26.
- mit Günter Dreyer: Zu den kleinen Stufenpyramiden Ober- und Mittelägyptens. In: Mitteilungen des Deutschen Archäologischen Instituts, Abteilung Kairo. Band 36, 1980, S. 43–59.
- Zum Siegel mit frühen Königsnamen von Umm el-Qaab. In: Mitteilungen des Deutschen Archäologischen Instituts, Abteilung Kairo. Band 43, 1987, S. 115–119.
- Zur Büste als einer Darstellungsform ägyptischer Rundplastik.  In: Mitteilungen des Deutschen Archäologischen Instituts, Abteilung Kairo. Band 44, 1988, S. 135–182.
- Zur Nennung von Sened und Peribsen in Sakkara B 3. In: Göttinger Miszellen. Band 122, 1991, S. 49–55.
- Zur Datierung realistischer Rundbildnisse ptolemäisch-römischer Zeit.  In: Mitteilungen des Deutschen Archäologischen Instituts, Abteilung Kairo. Band 55, 1999, S. 237–263.
- Anfänge. In: Dietrich Wildung (Hrsg.): Ägypten in Charlottenburg. 50 Jahre Museumsgeschichte. Staatliche Museen zu Berlin, Berlin 2005, OCLC 254760321, S. 8–13.